# Bonne de Pons d'Heudicourt
Bonne de Pons d'Heudicourt (Poitou, 1641 – Parigi o Versailles, 1709), nota anche come Madame d'Heudicour, o La Grande Louve, è stata una delle amanti di Luigi XIV di Francia.

## Biografia
Era la nipote del maresciallo d'Albret, cugina di Madame de Montespan e di Marie Anne de La Trémoille, e amica di Madame de Maintenon. Grazie allo zio e alla protezione del fratello del re, Filippo, Duca di Orléans, divenne damigella d'onore della regina Maria Teresa, per poi diventare rapidamente l'amante del re, nel 1665. Sposò il marchese di Heudicourt, Michel Sublet, ma quando riapparve a corte il re aveva scelto Madame de Montespan come amante; vi rimase, tuttavia, come amica del re e ciò fino a quando non cadde in disgrazia, nel 1672. Cadde in disgrazia dopo aver rivelato incautamente nelle sue lettere l'amore tra il re e Madame de Montespan, e l'esistenza dei loro figli segreti. Cinque anni più tardi, su richiesta di Madame de Maintenon, il re acconsentì al suo ritorno a corte. Divenne allora una protetta prima di Madame de Montespan, poi, dopo la caduta di quest'ultima, divenne una protetta di Madame de Maintenon.